# レオ・ヒューバーマン
レオ・ヒューバーマン（Leo Huberman、1903年10月17日 - 1968年11月9日）は、アメリカ合衆国の社会主義作家。ニュージャージー州ニューアーク生まれ。1949年にポール・スウィージーとともに『マンスリー・レヴュー』を創刊し、共同編集者となった。中国やキューバなど、社会主義諸国を取材するとともに、多数の著作や講演活動などを通して米国内外で社会主義の啓蒙活動を続け、1957年には日本労働組合総評議会（総評）の招きで来日し、各地で講演した。ヒューバーマンは1968年に、講演のために訪問したパリで客死した。

## おもな業績
- We, the People: the Drama of America (1932)
  - 日本語訳：レオ・ヒューバーマン 著、小林良正、雪山慶正 訳『アメリカ人民の歴史〈上・下〉』岩波書店〈岩波新書〉、1954年、256+201頁。
- Man's Worldly Goods: The Story of The Wealth of Nations (1936)
  - 日本語訳：レオ・ヒューバーマン 著、小林良正、雪山慶正 訳『資本主義経済の歩み〈上・下〉—封建制から現代まで』岩波書店〈岩波新書〉、1953年、241+260頁。
- The labor spy racket (Civil liberties in American history) (1938)
  - 日本語訳：レオ・ヒューバーマン 著、雪山慶正、安田正美 訳『労働スパイ』紀伊国屋書店、1959年、277頁。
- America, Incorporated (1940)
- The truth about unions (1946)
- The truth about socialism (1950)
  - 日本語訳：レオ・ヒューバーマン 著、小椋広勝 訳『社会主義入門〈上・下〉』岩波書店〈岩波新書〉、1953年、232+201頁。
- Socialism is The Only Answer (1951)
- The ABC of Socialism (1952)[3]
- The Crisis in Race Relations: Two Nations, White and Black (1956)
- Leo Huberman & Paul M Sweezy, Cuba: anatomy of a revolution (1960)
  - 日本語訳：L.ヒューバーマン、P.M.スウィージー 著、池上幹徳 訳『キューバ：一つの革命の解剖』岩波書店〈岩波新書〉、1961年。
- Cuba: A revolution revisited (1965)
- The cultural revolution in China: A socialist analysis  (1967)
- Notes on left propaganda: How to spread the word (1968)
- Leo Huberman & Paul M Sweezy, Socialism in Cuba (1968)
  - 日本語訳：L.ヒューバーマン、P.M.スウィージー 著、柴田徳衛 訳『キューバの社会主義〈上・下〉』岩波書店〈岩波新書〉、1969年。
- Introduction to Socialism (1968)[4]
- Revolution and counterrevolution in the Dominican Republic: Why the U.S. invaded (1969)
- Vietnam: The Endless War (1971)
- There is a man interned in a prison as a "dangerous enemy alien being"